# Cemitério Velho de Lagos
O Cemitério Velho de Lagos é uma infraestrutura e um imóvel histórico na cidade de Lagos, na região do Algarve, em Portugal.

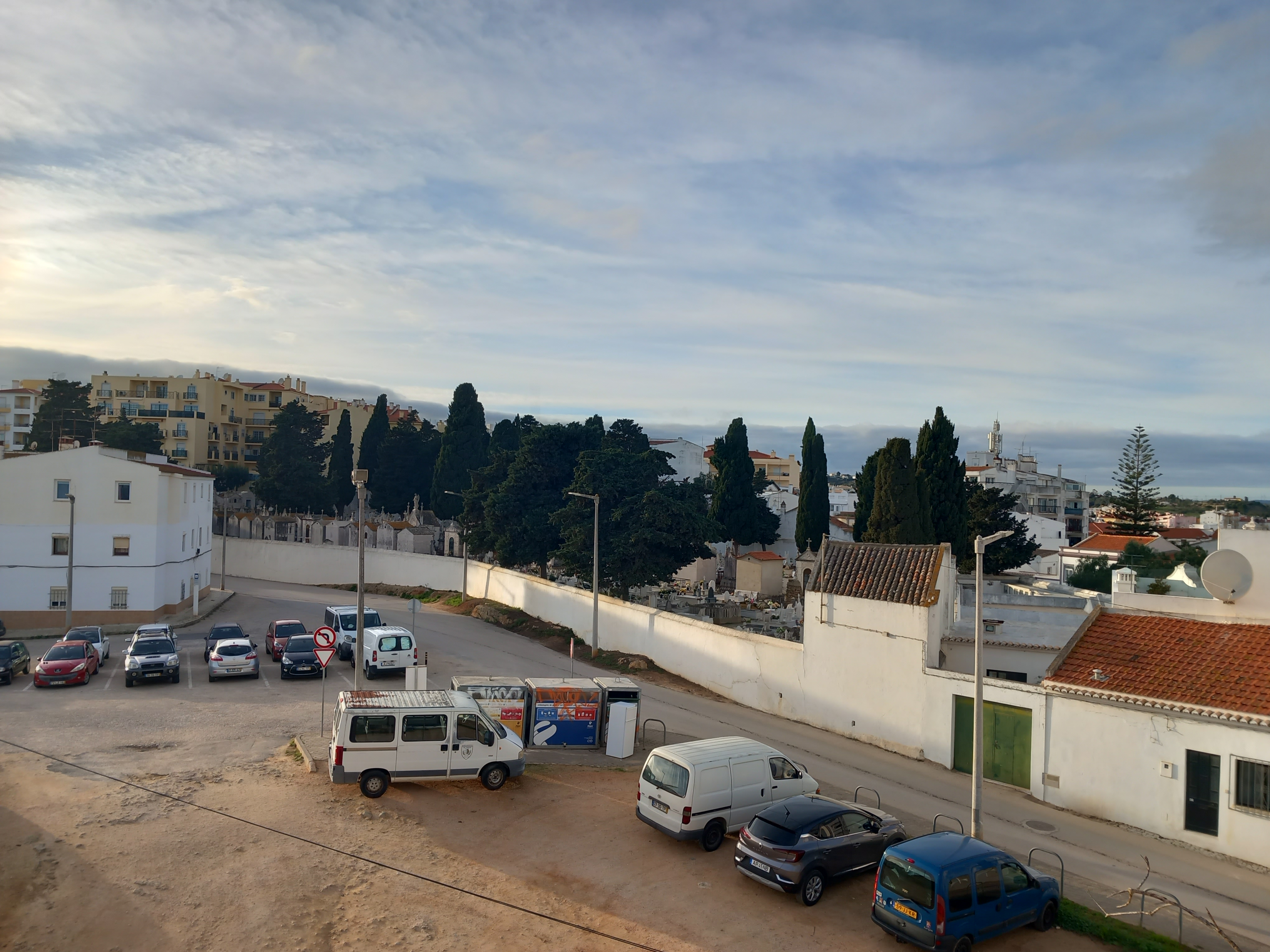
Vista do cemitério a partir do Baluarte de São Francisco, em 2022.

## Descrição e história
Foi o primeiro cemitério municipal de Lagos, existindo registo de construções no seu interior, correspondendo a capelas ou mausoléus, de 1878. Anteriormente o cemitério estava situado no antigo local da Igreja de Santa Maria da Graça, que ruiu no Sismo de 1755 e não foi reconstruída. Segundo a obra Monografia de Lagos, de Manuel João Paulo Rocha, em 31 de Janeiro de 1867 tomou posse deste cemitério, e ordenou que os enterramentos deveriam ser feitos no cemitério da freguesia de São Sebastião. Em 31 de Janeiro de 1893 determinou a eliminação do antigo cemitério, que se encontrava em situação de abandono.
Foi considerado pelo investigador Francisco Queiroz como de alguma importância, devido ao número de monumentos funerários com interesse do ponto de vista estético. Em 1933 foi criado um talhão privativo no interior do cemitério, destinado aos antigos militares.
Em meados de 2023, a Câmara Municipal de Lagos assinou um contrato para a realização de obras de restauro no cemitério, que incluíam a pintura das paredes exteriores e trabalhos ossário e no Jazigo Municipal, igualmente conhecido como Capela Municipal. Em 2024, foi lançado o livro O Cemitério Velho de Lagos - Arte, Cultura, Sociedade e História de uma cidade - Séculos XIX e XX, do historiador Artur de Jesus.

## Leitura recomendada
- PAULA, Rui Mendes (1992). Lagos: Evolução Urbana e Património. Lagos: Câmara Municipal de Lagos. 392 páginas. ISBN 9789729567629